# Campeonato Profesional 1984
Il Campeonato Profesional 1984 fu la trentaseiesima edizione del campionato colombiano di calcio; fu strutturato in due fasi, Copa de la Paz e Torneo Nacional, che davano l'accesso al girone finale da otto squadre. Il campionato fu vinto dall'América de Cali per la quarta volta nella sua storia.

## Copa de la Paz
Il torneo si disputò con due gironi da sette squadre ciascuno, con partite di andata e ritorno; le due migliori classificate si contendono 1 punto bonus, le seconde 0.50 punti bonus.

### Gruppo A
| Pos | Squadra           | Pts | G  | V  | N | S  | GF | GS |
| --- | ----------------- | --- | -- | -- | - | -- | -- | -- |
| 1.  | Junior            | 22  | 14 | 11 | 0 | 3  | 28 | 9  |
| 2.  | Atlético Nacional | 20  | 14 | 9  | 2 | 3  | 19 | 8  |
| 3.  | Deportes Quindío  | 14  | 14 | 5  | 4 | 5  | 12 | 21 |
| 4.  | Santa Fe          | 12  | 14 | 5  | 2 | 7  | 17 | 24 |
| 5.  | Deportivo Cali    | 11  | 14 | 5  | 1 | 8  | 13 | 16 |
| 6.  | Deportivo Pereira | 10  | 14 | 4  | 2 | 8  | 15 | 19 |
| 7.  | Cúcuta Deportivo  | 5   | 14 | 1  | 3 | 10 | 14 | 32 |

### Gruppo B
| Pos | Squadra                | Pts | G  | V | N | S | GF | GS |
| --- | ---------------------- | --- | -- | - | - | - | -- | -- |
| 1.  | América de Cali        | 20  | 14 | 9 | 2 | 3 | 27 | 14 |
| 2.  | Deportes Tolima        | 18  | 14 | 6 | 5 | 2 | 16 | 11 |
| 3.  | Millonarios            | 16  | 14 | 5 | 6 | 3 | 23 | 25 |
| 4.  | Atlético Bucaramanga   | 13  | 14 | 5 | 3 | 6 | 25 | 26 |
| 5.  | Unión Magdalena        | 13  | 14 | 5 | 3 | 6 | 14 | 16 |
| 6.  | Independiente Medellín | 12  | 14 | 4 | 4 | 6 | 9  | 12 |
| 7.  | Once Caldas            | 10  | 14 | 3 | 4 | 7 | 11 | 20 |

|  | Classificato per il girone Bonus |

### Bonificación
In questa fase le prime due si contendono un punto bonus (1.00 per la vincente, 0.75 per la perdente) mentre le seconde 0.50 (0.50 per la vincente, 0.25 per la perdente).
| Pos | Squadra           | Pts | G | V | N | S | GF | GS |
| --- | ----------------- | --- | - | - | - | - | -- | -- |
| 1.  | América de Cali   | 4   | 2 | 2 | 0 | 0 | 3  | 0  |
| 2.  | Junior            | 0   | 2 | 0 | 0 | 2 | 0  | 3  |
| 3.  | Atlético Nacional | 3   | 2 | 1 | 1 | 0 | 4  | 3  |
| 4.  | Deportes Tolima   | 1   | 2 | 0 | 1 | 1 | 3  | 4  |

## Torneo Nacional
| Pos | Squadra                | Pts | G  | V  | N  | S  | GF | GS |
| --- | ---------------------- | --- | -- | -- | -- | -- | -- | -- |
| 1.  | América de Cali        | 36  | 26 | 13 | 10 | 3  | 41 | 20 |
| 2.  | Atlético Nacional      | 35  | 26 | 13 | 9  | 4  | 39 | 21 |
| 3.  | Junior                 | 31  | 26 | 13 | 5  | 8  | 34 | 31 |
| 4.  | Millonarios            | 31  | 26 | 11 | 9  | 6  | 39 | 20 |
| 5.  | Independiente Medellín | 31  | 26 | 10 | 11 | 5  | 32 | 18 |
| 6.  | Atlético Bucaramanga   | 29  | 26 | 13 | 3  | 10 | 33 | 33 |
| 7.  | Unión Magdalena        | 27  | 26 | 11 | 5  | 10 | 28 | 29 |
| 8.  | Santa Fe               | 26  | 26 | 9  | 8  | 9  | 36 | 31 |
| 9.  | Deportes Tolima        | 24  | 26 | 7  | 10 | 9  | 25 | 27 |
| 10. | Deportivo Pereira      | 23  | 26 | 8  | 7  | 11 | 30 | 44 |
| 11. | Once Caldas            | 22  | 26 | 8  | 6  | 12 | 28 | 40 |
| 12. | Deportivo Cali         | 21  | 26 | 6  | 9  | 11 | 26 | 34 |
| 13. | Deportes Quindío       | 16  | 26 | 5  | 6  | 15 | 25 | 42 |
| 14. | Cúcuta Deportivo       | 12  | 26 | 1  | 10 | 15 | 25 | 51 |

## Tabla de Bonificación
Le squadre che si sono classificate al primo posto nelle due fasi ottengono 1 punto bonus, quelle al secondo 0,75, quelle al terzo 0,50 e quelle al quarto 0,25.
| Pos | Squadra         | Copa de la Paz | Torneo Nacional | Totale |
| --- | --------------- | -------------- | --------------- | ------ |
| 1.  | América de Cali | 1.00           | 1.00            | 2.00   |
| 2.  | Nacional        | 0.50           | 0.75            | 1.25   |
| 2.  | Junior          | 0.75           | 0.50            | 1.25   |
| 4.  | Deportes Tolima | 0.25           | 0               | 0.25   |
| 4.  | Millonarios     | 0              | 0.25            | 0.25   |

## Octagonal Final
| Pos | Squadra                | G  | V | N | S | GF | GS | Bono | Pts   |
| --- | ---------------------- | -- | - | - | - | -- | -- | ---- | ----- |
| 1.  | América de Cali        | 14 | 6 | 6 | 2 | 15 | 9  | 2.00 | 20    |
| 2.  | Millonarios            | 14 | 6 | 6 | 2 | 16 | 8  | 0.25 | 18.25 |
| 3.  | Independiente Medellín | 14 | 4 | 7 | 3 | 13 | 10 | 0    | 15    |
| 4.  | Deportes Tolima        | 14 | 5 | 4 | 5 | 12 | 13 | 0.25 | 14.25 |
| 5.  | Junior                 | 14 | 4 | 5 | 5 | 11 | 15 | 1.25 | 14.25 |
| 6.  | Atlético Bucaramanga   | 14 | 5 | 3 | 6 | 13 | 15 | 0    | 13    |
| 7.  | Atlético Nacional      | 14 | 3 | 4 | 7 | 11 | 16 | 1.25 | 11.25 |
| 8.  | Unión Magdalena        | 14 | 3 | 5 | 6 | 7  | 12 | 0    | 11    |

## Verdetti
- América de Cali campione di Colombia
- América de Cali e Millonarios qualificate alla Coppa Libertadores 1985.

## Classifica marcatori
| Nome            | Squadra         | Gol |
| --------------- | --------------- | --- |
| Hugo Gottardi   | Santa Fe        | 23  |
| Alex Valderrama | Atlético Junior | 18  |